# Henrik Dettmann
Henrik Dettmann (Helsinki, 5 aprile 1958) è un allenatore di pallacanestro finlandese.

## Palmarès

### Squadra
- Campionato finlandese: 3

Helsingin NMKY: 1986-87, 1988-89, 1991-92
- FIBA Europe Cup: 1

Mitteldeutscher: 2003-04

### Individuale
- Korisliiga allenatore dell'anno: 2

Helsingin NMKY: 1986-87, 1991-92